# Sedum catorce
Sedum catorce es una especie de plantas de la familia de las crasuláceas, comúnmente llamadas, siemprevivas, conchitas o flor de piedra (Crassulaceae), dentro del orden Saxifragales en lo que comúnmente llamamos plantas dicotiledóneas, aunque hoy en día se agrupan dentro de Magnoliopsida. El nombre del género significa “sedentario” o “estar sentado”, esto probablemente por sus hábitos de crecimiento; el nombre de la especie hace referencia a Real de Catorce, San Luis Potosí que es la localidad tipo.

## Clasificación y descripción
Planta de la familia Crassulaceae. Planta erecta a semierecta, algo glauca, de 10-25 cm de alto, raíces tuberosas, tallos leñoso, finamente papilosos; hojas lanceolado-oblongas, de 3-35 mm de largo, 1.3-2 mm de ancho, verde oscuro con bordes blanquecinos, pétalos erectos a extendidos o reflejados, de 6-7 mm de longitud, amarillos.

## Distribución
Endémica de México, se distribuye en los estados de San Luis Potosí y Nuevo León. Localidad tipo: San Luis Potosí: Real de Catorce.

## Hábitat
No se tienen datos exactos de sus afinidades ecológicas.

## Estado de conservación
No se encuentra catalogada bajo algún estatus o categoría de conservación, ya sea nacional o internacional. Muy utilizada como especie ornamental.